# Shahrestān-e Mah Velāt
Shahrestān-e Mah Velāt (persiska: شهرستان مه ولات, مه ولات) är en delprovins (shahrestan) i Iran.   Den ligger i provinsen Razavikhorasan, i den nordöstra delen av landet, 700 km öster om huvudstaden Teheran. Administrativt centrum är staden Feyzabad.
Delprovinsen hade 51 409 invånare 2016.